# Vinný vrch (přírodní památka)
Přírodní památka Vinný vrch byla vyhlášena v roce 1973. Důvodem ochrany je bohatá lokalita bělozářky liliovité (Anthericum liliago). Území se nachází na jihozápadním svahu stejnojmenné vrcholové plošiny (252 m n. m.).

## Galerie

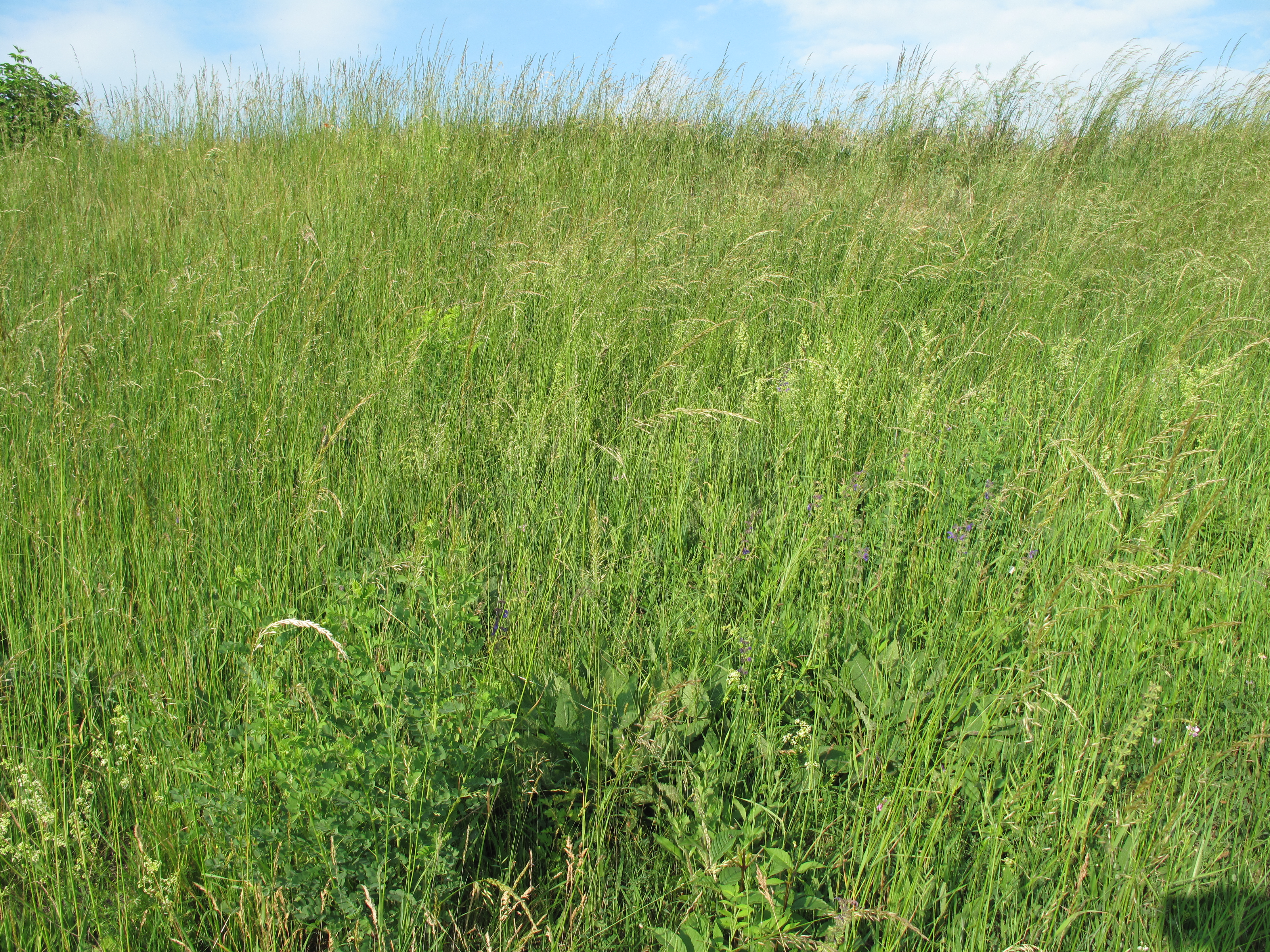
Louka
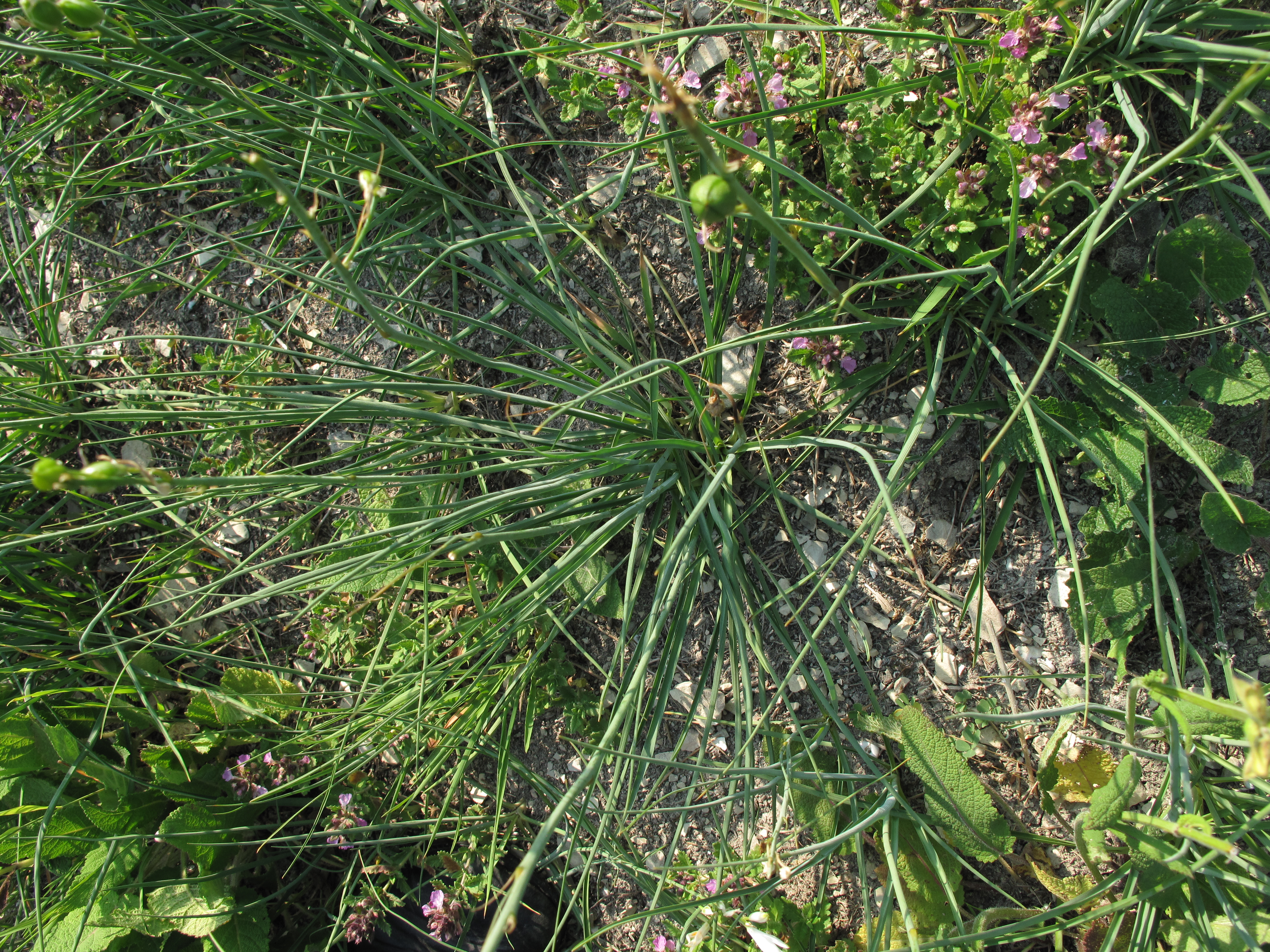
Listy bělozářky liliové
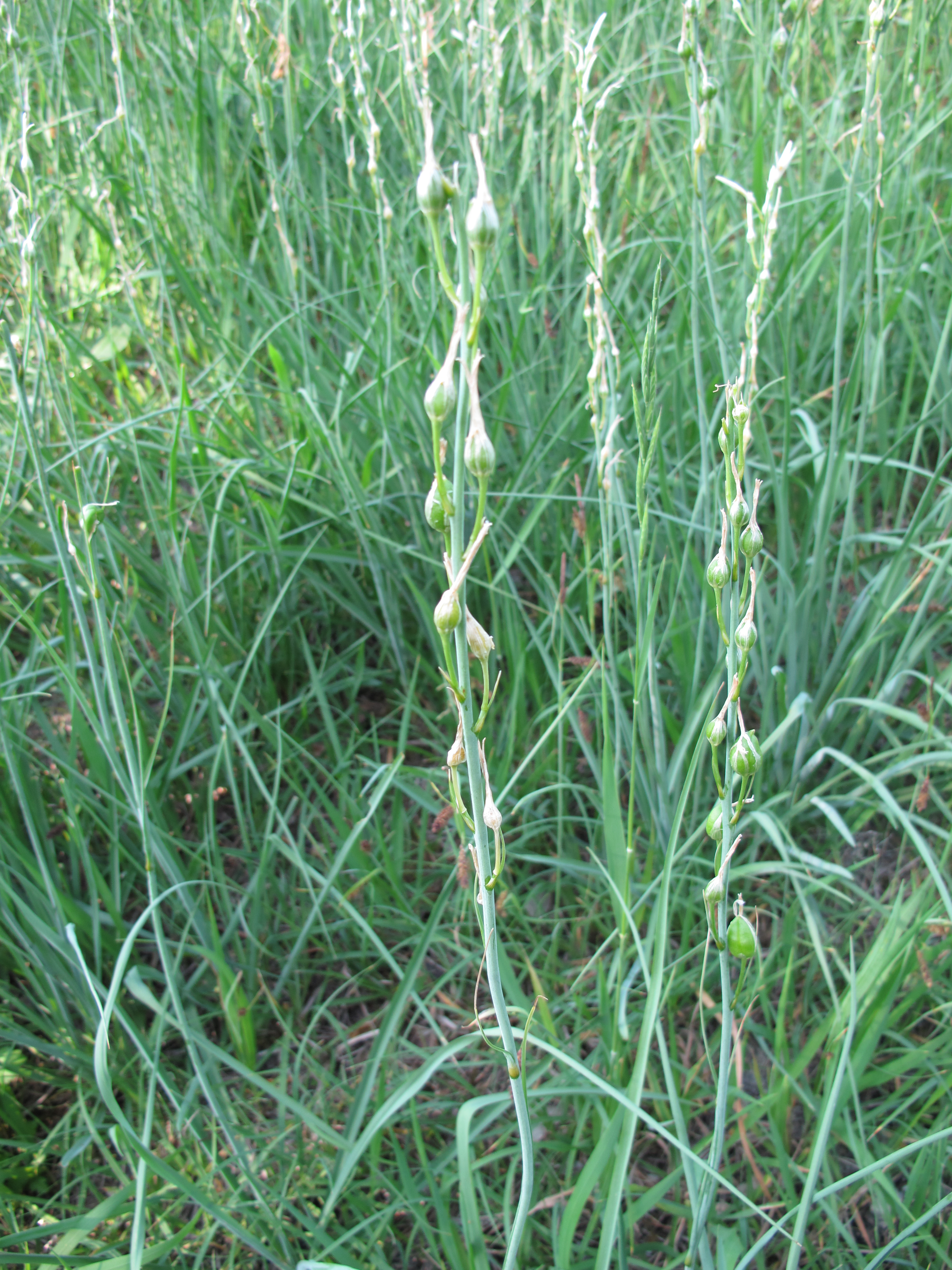
Plody bělozářky